# Alhandra (stacja kolejowa)
Alhandra (port: Estação Ferroviária de Alhandra) – stacja kolejowa w Alhandra, w regionie Lizbona, w Portugalii. Jest obsługiwana wyłącznie przez pociągi podmiejskie CP Urbanos de Lisboa, przez Linha da Azambuja.

## Charakterystyka
Znajduje się w miejscowości Alhandra, z dostępem od strony Avenida Afonso Albuquerque.
Posiada trzy tory, o długości  573, 251 i 304 metrów; perony mają 90 cm wysokości i 136 i 188 metrów długości.

## Historia
Odcinek między Lizboną i Carregado została otwarta w dniu 28 października 1856. W tym samym czasie otwarto stację kolejową.

## Linie kolejowe
- Linha do Norte